# 紫裸胸鱔
紫裸胸鱔，又名白邊裸胸鯙、暗色裸胸鯙，俗名薯鰻、錢鰻，為輻鰭魚綱鰻鱺目鯙亞目鯙科的其中一個種。

## 分布
本魚分布於印度太平洋區，包括紅海、日本、薩摩亞群島、夏威夷等海域。

## 深度
水深3至30公尺。

## 特徵
本種長而細；自頭向尾逐漸削尖。背鰭高，背鰭、臀鰭有寬白邊，體色為均勻的淡棕色。背鰭在肛門以前之部分為體高之一半，肛門以上部份約與體高相等。下顎邊緣有4個白點。體長可達100公分以上。牙齒銳利，需小心咬傷。

## 生態
主要生活在珊瑚礁的縫隙中，晝伏夜出，以魚類、頭足類等為食物。

## 經濟利用
具有食用性，也可當作觀賞魚飼養。